# Staurocephalus microphthalmus
Staurocephalus microphthalmus är en ringmaskart som beskrevs av Grube 1880. Staurocephalus microphthalmus ingår i släktet Staurocephalus och familjen Dorvilleidae. Inga underarter finns listade i Catalogue of Life.